# Geonoma ferruginea
Geonoma ferruginea är en enhjärtbladig växtart som beskrevs av Hermann Wendland och Richard Spruce. Geonoma ferruginea ingår i släktet Geonoma och familjen Arecaceae. Inga underarter finns listade i Catalogue of Life.